# Палатинська антологія

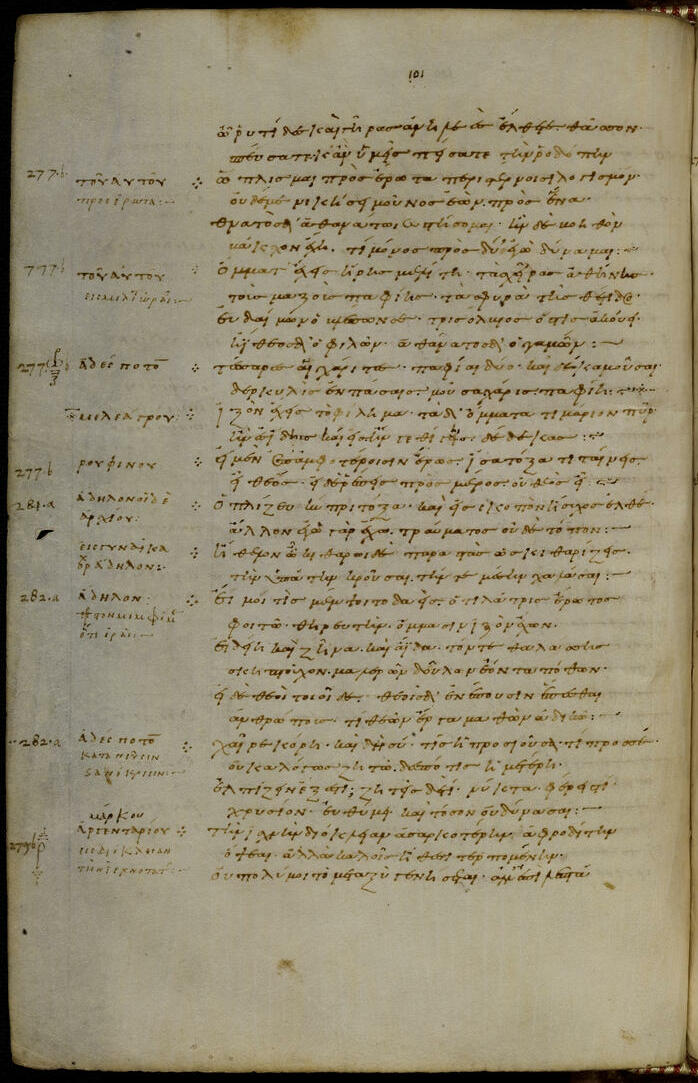
Палатинська антологія, c. 101, Universitätsbibliothek Heidelberg (Cod. Pal. graec. 23 Anthologia Palatina)

Палатинська антологія, також Грецька антологія — антологія грецької епіграматичної поезії різних періодів і на різні теми, складена в X ст. Костянтином Кефалою. У 15 книгах. Один з її ранніх списків був відкритий у XVII ст. у Палатинській бібліотеці Гайдельберга. Містить бл. 3700 епіграм (бл. 23000 рядків) давньогрецьких і візантійських поетів.
Вірші, вміщені в збірку неоднорідні з художнього погляду, серед них містяться твори таких поетів, як Агафій, Асклепіад, Антипатр Сідонський, Антіпатр з Фессалонік, Геділ, Каллімах, Леонід Тарентський, Мелеагр, Носід, Посейдіпп, Теокріт. Збірники епіграм почали створюватися досить рано, щонайпізніше на початку елліністичного періоду, як про те свідчать папірусні знахідки. Першу справжню антологію, про яку нам відомо, склав Мелеагр бл. 70 до н. е. і назвав її Вінець (Stephanos). Він долучив туди свої власні епіграми й епіграми 47 поетів, починаючи з Архілоха і до своїх сучасників. Бл. 40 до н. е. Філіпп з Фессалонік видав новий Вінець, що охоплював його епіграми й епіграми 13 інших поетів, пізніших, ніж Мелеагр. Обидва ці збірника були складені за абеткою (відповідно до імен авторів). У наступні роки та століття створювалися безліч збірників епіграм. Найзначнішим з них представляється збірник Агафія, прозваного Схоластом, середини IV ст., під назвою Коло (Kyklos). Ці три збірники епіграм, Мелеагра, Філиппа й Агафія, стали основою великої антології, які склав бл. 900 у Візантії Костянтин Кефала, включивши в неї також твори з інших джерел.
Палатинська антологія є пізнішою доробкою твору Кефала, доповненою книгами І-ІІІ, VIII, XIII—XV.